# Jaun
Pour les articles homonymes, voir Bellegarde.
Jaun (parfois Bellegarde) est une localité et une commune suisse du canton de Fribourg, située dans le district de la Gruyère.
Jaun est la seule commune de langue alémanique du district de la Gruyère.

## Géographie
Jaun mesure 5 521 ha. 1,7 % de cette superficie correspond à des surfaces d'habitat ou d'infrastructure, 42,5 % à des surfaces agricoles, 38,8 % à des surfaces boisées et 16,9 % à des surfaces improductives.
Située dans la vallée de la Jogne (en allemand : Jauntal) à 17 km à vol d'oiseau de Bulle, Jaun est limitrophe de Planfayon et Val-de-Charmey ainsi que Gessenay et Boltigen dans le canton de Berne.
La commune est constituée du village-rue de Jaun ainsi que des hameaux de La Villette (en allemand : Im Fang ; appelée La Velèta  en patois fribourgeois), Kappelboden, Weibelsried, Zur Eich et de plusieurs fermes isolées.
Jaun est située sur la route menant au col du Jaun et à Boltigen dans le canton de Berne. Elle est entourée par le massif des Gastlosen au sud, le Chörblispitz et le Schafberg au nord. Le point culminant de la commune est le Schafberg (2 223 m).

### Climat
Jaun connait une moyenne annuelle de 151,5 jours de pluie ou de neige, et reçoit 1 717 mm de précipitations.

## Histoire et toponymie
Jaun est mentionnée pour la première fois en 1228, sous le nom français de Balavarda. En 1397, elle est mentionnée sous le nom allemand Youn. Du fait que la commune fut peuplée surtout depuis la Réforme depuis la vallée du Simmental par des habitants bernois attachés à la religion catholique, la langue de la commune est devenue l'allemand. Jusqu'en 1870, date à laquelle la nouvelle route reliant Jaun depuis Broc fut construite, Jaun était économiquement plus orientée vers le Simmental que vers la Gruyère.
Bellegarde Balavouêrda en patois fribourgeois.

## Économie
En 2010, le taux de chômage était de 0,9 % à Jaun. En 2008, 85 personnes étaient actives dans le secteur primaire et ses près de 30 entreprises. 86 personnes étaient employées dans l'une des 10 entreprises présentes dans le secteur secondaire. 53 personnes étaient actives dans le secteur tertiaire et ses 20 entreprises. La population féminine constituait 35,2 % de la main d'œuvre. Une centrale électrique privée est située sur le territoire de la commune. Le secteur touristique a commencé à se développer dans les années 1960. Le versant nord des Gastlosen accueille plusieurs remontées mécaniques.
La commune est exportatrice nette de main d'œuvre, avec 5,1 habitants travaillant hors de la commune, contre 1 personne habitant une autre commune venant travailler à Jaun.

## Population

### Surnoms
Les habitants de la commune sont surnommés les Crapauds (d'Chrotte) et die Brotsparer, soit ceux qui ne gaspillent pas le pain.

### Démographie
Jaun compte 647 habitants en 2023. Sa densité de population atteint 12 hab./km2.
Le graphique suivant résume l'évolution de la population de Jaun entre 1850 et 2008 :
Avec 684 habitants, Jaun est l'une des plus petites communes du canton de Fribourg. 89,5 % sont de langue alémanique, 9,8 % de langue française, et 0,3 % parlent serbo-croate. En 1880, la commune comptait 877 habitants, en 1900, 825 habitants. La population a fortement diminué dans les années 1960, pour ensuite rester relativement stable.

### Langues
Le dialecte de Jaun s'appelle le "Jùutütsch" ou le "Jaundeutsch". Il possède une phonétique particulièrement riche, car il comporte 21 consonnes et 23 voyelles avec de nombreuses diphtongues. Un dictionnaire, recensant 11 800 mots et 250 lieux-dits de la commune, avec étymologie et carte topographique, a vu le jour en 2014, qui est l'œuvre d'un ancien habitant de la commune, Leo Buchs, qui y vécut jusqu'à l'âge de douze ans, et qui a été soutenu dans sa démarche par la Förderverein Jùutütsch, la Société pour la promotion du dialecte de Jaun, créée pour l’occasion, et des donateurs qui ont financé le projet à hauteur de 250 000 francs suisses.

### Religions
En 2000, 626 ou 90,2 % des habitants étaient catholiques.

## Personnalités
- Max Aebischer (1914-2009), homme politique suisse
- Anton Cottier (1943-2006), homme politique suisse
- Marius Cottier (1937-2019), homme politique suisse

## Domaine skiable
Une petite station de sports d'hiver a été aménagée sur les pentes avoisinantes de l'autre côté de la rivière. Les pistes, d'un dénivelé total maximum de 547 mètres, sont aménagées en majorité sur des versants peu exposés au soleil. L'emploi d'enneigeurs sur une partie du domaine explique aussi que l'ouverture du domaine y soit légèrement plus longue que certaines stations voisines des Préalpes fribourgeoises. 
Depuis la saison 2011/2012, le télésiège 4-places débrayable Gastlosenexpress remplace l'ancien téléski, et relie en moins de 6 minutes le bas avec le haut du domaine. Cette remontée mécanique de construction moderne dessert la majorité du domaine skiable. Du sommet, deux pistes partent des deux côtés de la gare. Les pistes sont partiellement constituées de routes forestières enneigées, notamment en ce qui concerne les parties intermédiaires. Il est possible d'y pratiquer le ski nocturne tous les mercredis soir, au niveau du téléski Schattenhalb. Le télésiège est en fonctionnement aussi pendant la saison estivale - dès la mi-mai. Une piste de luge d'environ 6 km de longueur part du sommet du télésiège jusqu'à son départ.
Jaun coopère avec les stations voisines de Charmey et Jaunpass au travers d'une offre forfaitaire commune, mais également avec le regroupement de stations des Préalpes fribourgeoises.
Le Trophée des Gastlosen - course de ski-alpinisme - y est organisé chaque année.

## Curiosités

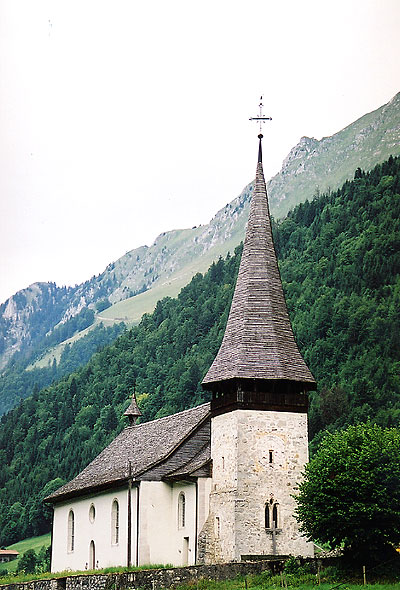
Vue générale du Cantorama.

- Le Cantorama, une ancienne église, abrite depuis 1992 la maison du chant choral des fribourgeois. Saison de concerts.
- Cascade, avec usine électrique, au centre du village.
- Cimetière. Croix en bois artisanales sculptées, représentant des caractéristiques de la vie du défunt.
- Ruine du Château, en dessus du village direction Jansegg.